# Whiplash Smile
Whiplash Smile är Billy Idols tredje studioalbum, utgivet den 20 oktober 1986 och har bland annat sålt platina i USA. Albumet utgavs på LP, CD och kassett.
Låtarna "To Be a Lover", "Sweet Sixteen" och "Don't Need a Gun" från albumet blev hits i många länder; låten "Soul Standing By" blev en hit i New Zeeland. Det gjordes musikvideor till alla nämnda låtar, förutom "Soul Standing By".

## Låtlista
| Nr           | Titel                 | Längd |
| ------------ | --------------------- | ----- |
| 1.           | Worlds Forgotten Boy  | 5:40  |
| 2.           | To Be a Lover         | 3:51  |
| 3.           | Soul Standing By      | 4:35  |
| 4.           | Sweet Sixteen         | 4:14  |
| 5.           | Man for All Seasons   | 4:38  |
| 6.           | Don't Need a Gun      | 6:15  |
| 7.           | Beyond Belief         | 4:00  |
| 8.           | Fatal Charm           | 3:51  |
| 9.           | All Summer Single     | 4:33  |
| 10.          | One Night, One Chance | 3:52  |
| Total längd: | Total längd:          | 45:29 |